# David Weber

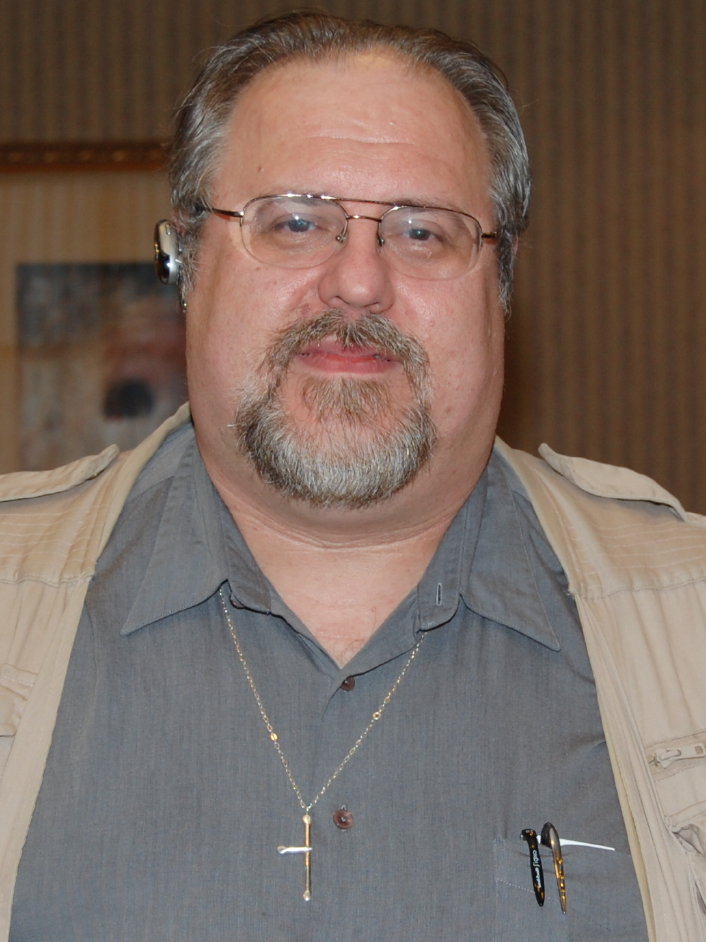
David Weber, 2007

David Mark Weber (* 24. Oktober 1952 in Cleveland, Ohio) ist ein US-amerikanischer Science-Fiction- und Fantasyautor. In Cleveland im US-Staat Ohio geboren zog er wenig später mit seinen Eltern nach Greenville, South Carolina.
Seine Eltern waren es auch, die ihn – sehr erfolgreich – zum Lesen und Schreiben ermunterten. Weber wurde zunächst Werbetexter, lernte zudem in einer Druckerei und entwickelte später Science-Fiction-Spiele mit. Heute arbeitet er ausschließlich als Schriftsteller. David Weber zählt zu den bestverkauften Autoren von Science-Fiction. Sein thematischer Schwerpunkt ist die militärische Seite der fantastischen Literatur, er entwirft ausgeklügelte Strategien und mächtige Schlachten. International bekannt wurde er vor allem mit seinen Serien.

## Leben

David Weber und Sharon Weber seine Frau, 2007

Sein Hauptfach während des Collegestudiums war Geschichte. Als Nebenfächer belegte er Politikwissenschaft, Englische Literatur, Englisch, Vergleichende Religionswissenschaft und Soziologie. Sein Hauptinteressengebiet ist die Militärgeschichte. Weber lebt in Greenville.
Seine Geschichten spielen meist in Szenarien mit wohl durchdachten und rational erklärten Technologien und Gesellschaften. Selbst magische Kräfte werden im Handlungskontext durch rationale Gesetze und Prinzipien gestützt und erklärt.
Viele seiner Geschichten behandeln militärische Themen und gehören in das Genre der Militär-Science-Fiction. Dabei lässt er immer wieder militärhistorische Fakten und Daten einfließen. Ein besonderes Augenmerk richtet er auf die Geschlechterrollen im Militär. Dies setzt er um, indem er weibliche Hauptfiguren in traditionell männliche Bereiche platziert und sie mit Herausforderungen für Frauen in Militär und Politik konfrontiert.
1998 wurde Weber mit dem Phoenix Award für sein Lebenswerk ausgezeichnet.

## Werke
Fast alle von Webers Werken (Ausnahme: die bei Tor-Books erscheinenden Bücher der Safehold-Serie) sind frei verfügbar im vollständigen englischen Originaltext im Internet erschienen – als Teil der CD-Ausgabe der Baen Free Library. Baen Publishing ist auch sein „Stammverlag“. Auf Deutsch ist die Honor-Harrington-Serie beim Bastei-Lübbe Verlag erschienen. Seit 2005 werden nach und nach auch die weiteren Bücher bei Bastei und im Heyne Verlag veröffentlicht.

### Honor Harrington
Seine erfolgreichste und umfangreichste Serie handelt von Honor Harrington, deren militärische, politische und gesellschaftliche Entwicklung man in mittlerweile 20 englischen oder 23 deutschen Bänden (einige Originalromane wurden in der Übersetzung auf jeweils zwei Bücher aufgeteilt), vier Anthologien und zwei Spin-off-Serien mitverfolgen kann. Weber und diese Serie werden oft mit dem berühmten Autor C. S. Forester und seiner Seefahrerserie um Horatio Hornblower verglichen.

### Dahak
- Vol.1: Mutineers’ Moon, 1991
  - Band 1: Der Mond der Meuterer, Bastei-Lübbe, 2006, ISBN 3-404-23299-2
- Vol.2: Armageddon Inheritance, 1993
  - Band 2: Das Armageddon-Vermächtnis, Bastei-Lübbe, 2006, ISBN 3-404-23301-8
- Vol.3: Heirs of Empire, 1996
  - Band 3: Die Erben des Imperiums, Bastei-Lübbe, 2007, ISBN 3-404-23311-5

Der Sammelband Empire from the Ashes von 2003 vereint alle drei Romane in einem Buch.

### Schwerter des Zorns
- Vol.1: Oath of Swords, 1995
  - Band 1: Der Schwur, Heyne, 2005, ISBN 3-453-53059-4
- Vol.2: The War God’s Own, 1998
  - Band 2: Der Kriegsgott, Heyne, 2005, ISBN 3-453-52136-6
- Vol.3: Wind Rider’s Oath, 2004
  - Band 3: Der Windreiter, Heyne, 2006, ISBN 3-453-53240-6
  - Band 4: Die dunkle Göttin, Heyne, 2006, ISBN 3-453-53257-0

Die Neuauflage von 2007 von Vol. 1 Oath of Swords enthält zusätzlich die Kurzgeschichte Sword Brother, die von der Handlungszeit her nach Wind Rider’s Oath spielt.

### Marduk (Empire of Man), mitJohn Ringo
- Vol. 1: March Upcountry, 2001
  - Band 1: Das Bronze-Bataillon, Bastei-Lübbe, 2005, ISBN 3-404-23284-4
- Vol. 2: March to the Sea, 2001
  - Band 2: Die Marduk-Mission, Bastei-Lübbe, 2005, ISBN 3-404-23289-5
- Vol. 3: March to the Stars, 2003
  - Band 3: Marsch zu den Sternen, Bastei-Lübbe, 2006, ISBN 3-404-23296-8
- Vol. 4: We Few, 2005
  - Band 4: Das trojanische Schiff, Bastei-Lübbe, 2007, ISBN 3-404-23314-X

### Ring of Fire (Assiti Shards), mitEric Flint(Hauptstrang dieses Zyklus)
- Vol. 2: 1633, 2002
- Vol. 3: 1634: The Baltic War, 2007

### Starfire (mitSteve White)
- Vol. 1: Insurrection, 1990
  - Band 1: Starfire – Rebellion, Heyne, 2013, ISBN 978-3-453-52959-5
- Vol. 2: Crusade, 1992
- Vol. 3: In Death Ground, 1997
- Vol. 4: The Shiva Option, 2002

Vol. 2 und 3 sind 2004 als Sammelband The Stars at War, Vol. 1 und 4 2005 als Sammelband The Stars at War II erschienen. Weitere Bände der Serie (Exodus (2006), Extremis (2011) und Imperative (2016)) erschienen ohne Beteiligung Webers.

### Geschichten ausKeith LaumersBolo-Universum
- Miles to Go, 1995

- Bolo!, 2004 (Kurzgeschichten)
  - Miles to Go
  - The Traitor
  - A Time to Kill
  - With Your Shield

- Old Soldiers, 2005

### Multiverse (zusammen mitLinda Evansund Joelle Presby)
- Vol. 1: Hell’s Gate, 2006
- Vol. 2: Hell Hath No Fury, 2007
- Vol. 3: The Road to Hell, 2016

### Safehold (Nimue Alban)
- Vol. 1: Off Armageddon Reef, Tor-Books, 2007.
  - Band 1: Operation Arche, Bastei-Lübbe, Juni 2008, ISBN 978-3-404-23322-9.
  - Band 2: Der Krieg der Ketzer, Bastei-Lübbe, August 2008, ISBN 978-3-404-23324-3.
- Vol. 2: By Schism Rent Asunder, Tor-Books, Juli 2008.
  - Band 3: Codename: Merlin, Bastei-Lübbe, März 2009, ISBN 978-3-404-23331-1.
  - Band 4: Die Flotte von Charis, Bastei-Lübbe, April 2009, ISBN 978-3-404-23332-8.
- Vol. 3: By Heresies Distressed, Tor-Books, Juli 2009.
  - Band 5: Die Invasion, Bastei-Lübbe, Oktober 2010, ISBN 978-3-404-23348-9.
  - Band 6: Caylebs Plan, Bastei-Lübbe, November 2010, ISBN 978-3-404-23349-6.
- Vol. 4: A Mighty Fortress, Tor-Books, April 2010.
  - Band 7: Die Eiserne Festung, Bastei-Lübbe, September 2011, ISBN 978-3-404-20233-1.
  - Band 8: Haus der Lügen, Bastei-Lübbe, November 2011, ISBN 978-3-404-20643-8.
- Vol. 5: How Firm a Foundation, Tor-Books, September 2011.
  - Band 9: Die Übermacht, Bastei-Lübbe, April 2012, ISBN 978-3-404-20661-2.
  - Band 10: Der Verrat, Bastei-Lübbe, Dezember 2012, ISBN 978-3-404-20707-7.
- Vol. 6: Midst Toil and Tribulation, Tor-Books, September 2012.
  - Band 11: Kampf um die Siddarmark, Bastei-Lübbe, Januar 2014, ISBN 978-3-404-20744-2.
  - Band 12: Der Kriegermönch, Bastei-Lübbe, März 2014, ISBN 978-3-404-20748-0.
- Vol. 7: Like a Mighty Army, Tor-Books, Februar 2014, ISBN 978-0-7653-2156-5.
  - Band 13: Die Streitmacht, Bastei-Lübbe, März 2015, ISBN 978-3-404-20785-5.
  - Band 14: Mit Dampf und Donner, Bastei-Lübbe, Mai 2015, ISBN 978-3-404-20787-9.
- Vol. 8: Hell's Foundations Quiver, Tor-Books, Oktober 2015, ISBN 978-0-7653-2187-9.
  - Band 15: Der vergessene Orden, Bastei-Lübbe, April 2017, ISBN 978-3-404-20850-0.
  - Band 16: Gefährliche Offenbarungen, Bastei-Lübbe, September 2017, ISBN 978-3-404-20877-7.
- Vol. 9: At the Sign of Triumph, Tor-Books, November 2016, ISBN 978-1-4299-5211-8.
  - Band 17: Kampf um Safehold, Bastei-Lübbe, September 2019, ISBN 978-3-404-20953-8.
  - Band 18: Auf Gefechtsstation, Bastei-Lübbe, März 2020, ISBN 978-3-404-20955-2.
- Vol. 10: Through Fiery Trials , Januar 2019, ISBN 978-0-7653-2559-4.

### Sonstige Romane
- Path of the Fury, 1992
- The Apocalypse Troll, 1999
- Excalibur Alternative, 2002
  - Die Excalibur Alternative, Bastei-Lübbe, 2005, ISBN 3-404-23281-X.
- In Fury Born, 2006, überarbeitete und um ein Prequel stark erweiterte Neuauflage von Path of the Fury
  - Band 1: Die Kriegerin, Bastei-Lübbe, Juni 2009, ISBN 978-3-404-23338-0.
  - Band 2: Der Zorn der Gerechten, Bastei-Lübbe, September 2009, ISBN 978-3-404-23340-3.
- Out of the Dark, 2010
  - Der Widerstand, Bastei Lübbe, Juni 2012, ISBN 978-3-404-20673-5.

### Sonstige Kurzgeschichten
- A Certain Talent, 1996
  - in Roger Zelazny (Hrsg.): The Williamson Effect (14 Kurzgeschichten als Tribut an Jack Williamson)

- The Captain from Kirkbean, 1998
  - in Harry Turtledove, Roland J. Green, Martin Harry Greenberg: Alternate Generals (16 Alternate History-Kurzgeschichten)

- Sir George and the Dragon, 2001
  - in David Drake (Hrsg.): Foreign Legions (David Drakes Shared World Anthologie)

- Ms. Midshipwoman Harrington, 2002
  - in Warmasters (Anthologie dreier Novellen David Webers, David Drakes und Eric Flints)

- In the Navy, 2004
  - in Ring of Fire (Anthologie von 15 Kurzgeschichten verschiedener Autoren zu Eric Flints „Assiti Shards“-Zyklus um die fiktive amerikanische Kleinstadt Grantville, die mitten nach Thüringen, in das Jahr 1631, versetzt wird)
- Out of the Dark, 2010
  - in Warriors (Anthologie mit Kurzgeschichten verschiedener Autoren zum Thema „Menschen im Krieg“, hrsg. von George R. R. Martin und Gardner Dozois; Kurzfassung der Geschichte, die unter demselben Titel als Soloroman erscheint)